# De/Vision

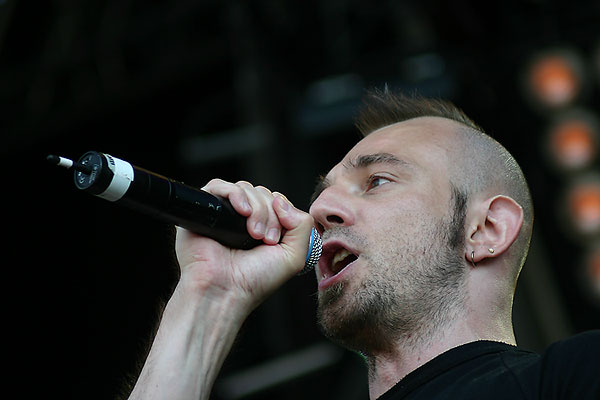
Steffen Keth, sångare i De/Vision.

De/Vision är en tysk synthpopgrupp som bildades 1988. Från början var de kvartett bestående av Thomas Adam, Steffen Keth, Stefan Blender och Markus Ganssert, men idag är bara Thomas och Steffen kvar av dem.

## Gruppen De/Vision

### Medlemmar i De/Vision
- Thomas Adam - synthesizers, låtskrivare, kör
- Steffen Keth - sångare, kompositör

### Tidagare medlemmar i De/Vision
- Stefan Blender (1988-2000)
- Markus Ganssert (1988-1991)

## Diskografi

### Album
- World Without End (1994)
- Unversed In Love (1995)
- Unversed In Love 2 CD limited edition (1995)
- Antiquity (1995)
- Antiquity limited edition (1995)
- Live Moments We Shared (1996)
- Fairyland? (1996)
- Fairyland? limited edition (1996)
- Fairylive! (1997)
- Monosex (1998)
- Zehn (1998)
- Void (2000)
- Two (2001)
- Live 95 & 96 2 CD (2002)
- Remixed (2002)
- Remixed 2 CD limited edition (2002)
- Devolution CD+Bonus (2003)
- Devolution (2003)
- Devolution 2 CD limited edition (2003)
- Devolution Live - Tour 2003 (2003)
- 6 Feet Underground (2004)
- Devolution Tour + I Regret 2003 2 CD (2005)
- Subkutan (2006)
- Best of limited edition 2 CD (2006)
- Noob (2007)
- Da-Mals limited edition (2007)
- Popgefahr (2010)
- Rockets & Swords (2012)